# Рогозиньский-Шольц, Стефан
Стефан Шольц-Рогозиньский (пол. Stefan Szolc-Rogoziński; 14 апреля 1861, Калиш, Варшавская губерния, Царства Польского Российской империи — 1 декабря 1896, Париж) — польский путешественник, исследователь Африки, писатель

.

## Биография
Сын промышленника. Обучаясь в Кронштадтском Морском кадетском корпусе, принял участие в путешествии вокруг света на крейсере «Генерал-адмирал» во время которого он посетил Марокко и Алжир.
В это время путешествия, задумал организовать собственную экспедицию в Африку. Часть необходимых средств дал его отец, остальное добывал путём добровольного сбора пожертвований, в чём ему помогали писатели Б. Прус и Г. Сенкевич. В 1882 году оставил службу во флоте империи. В том же году организовал первую польскую исследовательскую экспедицию в Африку.
Экспедиция отправилась из Гавра 13 декабря 1882 года на люгере «Луция-Малгожата». Во время путешествия господствовали, в основном, плохие атмосферные условия. Поэтому путешественники прибыли в порт Санта-Исабель только в апреле 1883 года. С острова Фернандо-По, переправились на побережье Камеруна. Отсюда путешественники организовали несколько экспедиций в глубину материка и исследовали горные хребты, реку Манго, открыли озеро Баромби и истоки реки Реи.
Хорошо знал русский, немецкий, французский, итальянский, испанский и английский языки. Кроме того, за время пребывания в Западной Африке освоил несколько местных языков и ритуалов.

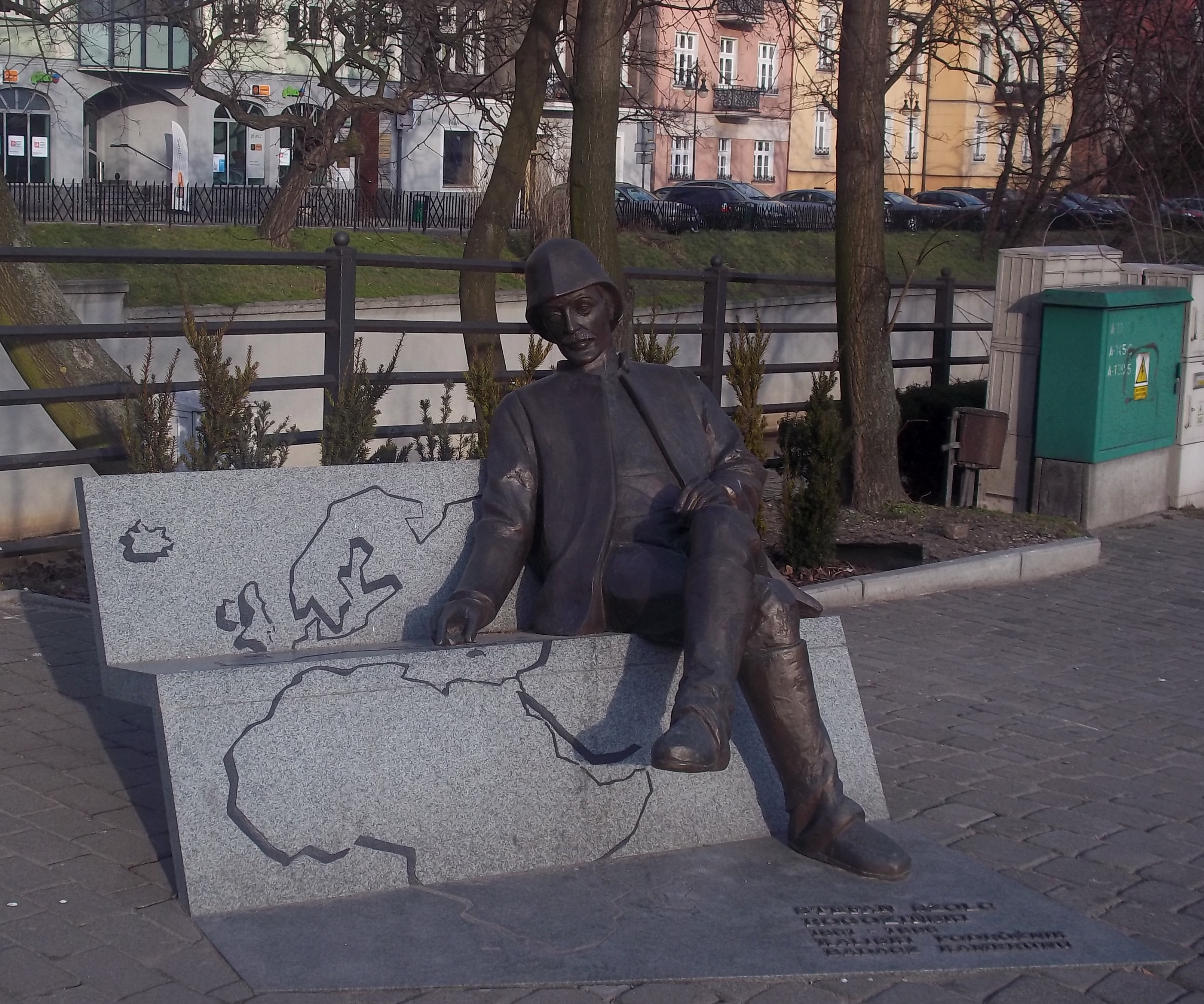
Памятник С. Шольц-Рогозиньскому в Калише

Находясь в Камеруне, С. Шольц-Рогозиньский планировал создать польскую колонию на африканском континенте. Камерунская экспедиция продолжалась с 1882 по 1884 год. После своего возвращения, в 1895 году, он вступил в Королевское географическое общество.
В 1887 году С. Шольц-Рогозиньский со своей женой, писательницей Хеленой Богуской (псевдоним Хайота) ещё раз побывал в Экваториальной Африке. Высадившись на острове Фернандо-По, они исследовали внутренние области острова. Вторая экспедиция продолжалась до 1890 года.
В 1892—1893 годах организовал экспедицию в Египет.
С. Шольц-Рогозиньский основал Национальный этнографический музей в Варшаве (Państwowe Muzeum Etnograficzne w Warszawie) и передал ему в дар свою коллекцию предметов и артефактов, собранных в Африке. Свои впечатления о путешествиях описал в нескольких книгах.
Погиб в 1896 году в результате дорожно-транспортного происшествия в Париже, попав под колёса омнибуса.

## Избранные произведения
- Żegluga wzdłuż brzegów zachodniej Afryki, 1886,
- Pod równikiem (odczyty), 1886,
- Rysy charakterystyczne murzyńskiego narzecza «bakwiri» używanego w górach kameruńskich. — Kraków, 1887.